# Централноевропейски университет
Централноевропейският университет (на английски: Central European University; на унгарски: Közép-európai Egyetem) е частен университет, разположен в Будапеща, Унгария. Основан е през 1991 г. с финансовата помощ на Джордж Сорос със заявена цел развитието на отвореното общество и демокрацията в страните на Централна и Източна Европа и бившия Съветски съюз.
Научноизследователската работа и обучението на студентите се провежда на английски език в 12 факултета, във Висшето училище по бизнес (CEU Business School), основано през 1998 г. и автономно от университета, а също и в Хуманитарния център, Центъра по административна политика, Архивите на Отворено общество.
ЦЕУ е международен университет, в който следват повече от 1500 студенти от сто страни. Повечето студенти получават стипендия за целия курс на следването си, доколкото ЦЕУ има фонд от 400 млн. евро, гарантиран от създателя на университета Джордж Сорос. Професорите, преподаващи в ЦЕУ, са от 30 страни.

## История
Идея за основаването на ЦЕУ се заражда по време на семинари, проведени в Дубровник. Първоначално кампусите на университета са разположени в Прага, Будапеща и Варшава. В резултат на политически натиск от страна на чешкото правителство Вацлав Клаус факултетите на университета, намиращи се в Прага, са преместени в Будапеща.
На 14 октомври 2007 г. Джордж Сорос се оттегля от поста председател на Настоятелството на ЦЕУ. За нов председател на Настоятелството е избран за 2-годишен срок Леон Ботщайн (президент на Bard College, Ню Йорк), който преди това заема поста на заместник-председател на Настоятелството. Днес Джордж Сорос е почетен председател на Настоятелството.
На 1 август 2009 г. за нов ректор на ЦЕУ на мястото на Йехуда Елкана е избран професорът по международно право и права на човека Джон Шатък.
На 5 май 2016 г. е съобщено, че Шатък ще бъде наследен от Майкъл Игнатиев, с което той ще стане петият президент и ректор на университета. Церемонията по инаугурацията му се провежда в новата аула на университета на 21 октомври 2017 г.

## Акредитация
Централноевропейският университет е организиран по образец на американските университети. Акредитиран е в САЩ, а от 2004 г. и в Европейския съюз.

## Факултети
- Изследвания на пола (Gender Studies)
- Изследвания на етническите конфликти (Nationalism Studies)
- История (History)
- Математика и приложна математика (Mathematics and Its Applications)
- Медиевистика (Medieval Studies)
- Международни отношения и европеистика (International Relations and European Studies)
- Public Policy
- Политология (Political Science)
- Социология и социална антропология (Sociology and Social Anthropology)
- Философия (Philosophy)
- Екология и екологическа политика (Environmental Sciences and Policy)
- Икономика (Economics)
- Правни науки (Legal Studies)

## Рейтинги
През 2009 г. програмата на Факултета по Политология на ЦЕУ изпреварва по рейтинг аналогичната програма на Оксфордския университет.
Според QS World University Rankings за 2013 г. ЦЕУ стои на 42-ро място в света в областта на политологията и международните отношения, а в областта на философията е в сегмента от 51-во до 100-тно място в света.
Според германския всекидневник „Ди Цайт“ Департаментът по политически науки е сред петте водещи департамента по политически науки в Европа.
Според чешкия всекидневник „Лидове новини“ Департаментът по правни науки е класиран на първо място в Централна Европа. Изследването включва всички австрийски, чешки, германски, унгарски, полски и словашки университети.
Според The Times Higher Education World University Rankings за 2014 – 2015 г. ЦЕУ е сред 100-те университета в областта на социалните науки. 

## Галерия
- Вход на главната сграда на ЦЕУ
- Училище по бизнес на ЦЕУ
- Атриум на ЦЕУ
- „Голбергер“, седалище на Архивите на Отворено общество